# Посткласични период (Мезоамерика)
Посткласични период (шп. Período Posclásico mesoamericano), обухвата историју мезоамеричких народа од пропасти културних центара класичног доба до шпанског освајања (900-1521. године).

## Историја

### Сеобе
Промене које су се догодиле након пада теотихуаканског система (око 600. године), после напуштања Монте Албана (око 750. године) и истребљивачких ратова у којима су учествовали мајански градови из џунгле (800-900. године) означиле су крај класичног доба у Мезоамерици. Најмање 80̬% Теотихуаканаца напустило је свој град током 7. века и како би живели у мањим варошицама или се иселили у Мексички залив и централноамеричку превлаку. У 9. веку су читаве генерације Мистека пошле са планина ка Мексичкој висоравни, а добар део мајанског народа напустио је џунглу. Сеобе сличне овима наставиле су се током раног посткласичног доба (900-1168). Узроци сеоба били су политичке кризе, као и укупни пораст становништва, без кога би било немогуће објаснити масовне сеобе Мистека на север и југ, и раст градова у Мексичкој долини у посткласично доба. Уопштено говорећи, у овом добу било је много више градова у Мезоамерици него у претходним периодима (уз изузетак мајанског подручја у џунгли). Урбанизација и грађење великих утвржења такође су доживели процват током посткласичног доба.
Доказано је да су ратови проузроковали пад Теотихуакана и мајанских градова, иако су узроци ових сукоба још увек нејасни. Могуће је да су се зависни градови Теотихуакана, попут Ћолуле, побунили против метрополе, као и да су се мајански градови надметали за пољопривредно земљиште на обалама река. Било је градова који су током једног века освајани по 4-5 пута од стране различитих непријатеља. Савези су склапани и раскидани, те је било деценијских периода велике нестабилности. Повећано је присуство војске у политичком животу, као и жртвена култура која је пратила војне походе. Поред тога, настала је нова врста малих држава - феуда, војне старешине су након освајања награђиване земљом и припадајућим радницима на имању.
Многи догађаји током посткласичног периода имали су везе са новим распоредом старих чинилаца, али појавио се и један фактор који раније није виђен у Мезоамерициː најезда пограничних мезоамеричких народа, пореклом из планина и полупустињских области са севераː Ћићимека. Постоје две опције за етимологију речи Ћићимека на језику наватлː једна је раса паса, а друга људи са изворишта.

### Ћићимеци
На планинском венцу Западна Сијера Мадре и у области Бахио било је земљорадничких народа који су насељавали варошице средње величине, са бедемима, палатама и малим пирамидама, све ово у мањој мери у поређењу са другим областима Мезоамерике. Многи становници овог северног појаса били су Нахуа, али било је и народа Пурепеће и Отоми. Нахуи из Мексичке долине, навикнути на интензивну земљорадњу, занатство великих размера и сложено класно друштво, сматрали су ове народе са севера за нецивилизоване горштаке. Звали су их Ћићимеци. Највероватније је да су миграције Ћићимека ка југу биле непрестане, где их је прихватало космополитско друштво Теотихуакана. Међутим, када је Теотихуакан изгубио више од 80̬% становништва и када су главна утврђења, храмови и палате изгорели у пожарима - око 600. године, већину становништва након кризе чинили су Ћићимеци. Ови досељеници који су се настанили у Теотихуакану након 600. године  заузимали су само неке делове старог града, нису правили споменике, палате нити фреске. Користили су неправилне и једноставно украшене посуде познате под именом керамика Којотлателко. Иста керамика откривена је у селима на неким брдима северно од мексичке долине, нарочито у околини Тулеː другим речима, Ћићимеци су оснивали неке нове насеобине.

### Рани посткласични период (650/900-1250)
Колапс и трансформација класичних цивилизација довели су до стварања нових регионалних култура у овој фази. Интензивна интеракција између удаљених зона довела је до стварања хибридних култура, које су се јављале као прелазни облици. Климатске промене су имале улогу барем у убрзавању нових адаптација. Развиле су се нове ратничке државе које су мањим и слабијим државама узимале данак, које су поставиле обрасце који су се потпуно развили у следећој фази. Најважније културе овог доба били су Толтеци (900-1200. године).

### Касни посткласични период (1250—1519)
У суштини, ово је била фаза врхунца за регионалне и над-регионалне културе створене у претходној фази. Историјски и староседелачки документи, као и извештаји очевидаца пружају ненадмашне детаље за ове цивилизације. Одређени број мезоамеричких цивилизација из шеснаестог века је релативно добро познат: Астеци, Тарасканци, Маје, Запотеци и Микстеци.